# Аскетизъм
Аскетизъмът (на гръцки: ἄσκησις – упражнение, практика) е начин на живот, свързан с отрицание на хедонизма и доброволно отричане от прекомерните удоволствия, по религиозни или други подбуди.
Според източните религии, спасението на душата се постига чрез практики за мистично съзерцание – медитация, йога, „духовно просветление“. Християнството проповядва спасение на душата, с помощта на религиозната аскеза – упражняване на определени религиозни принципи, които включват:
- молитви;
- доброволно въздържание от прекомерни удоволствия и изобщо от благата на живота;
- задължително полагане на труд.

Макс Вебер утвърждава, че религиозната Реформация в Европа през 16 век, приравнява труда, в рамките на една светска професия, към религиозната аскеза от типа „оставаща в света“, т.е. изискваща прилагане на собствения свят дух и на качеството на избран от Бога инструмент във и спрямо сферите на материалния свят. Този професионално ориентиран „светски аскетизъм“ на протестантите, придобива качеството на „икономическа добродетел“ и се изгражда одухотворената от „най-интензивната форма на набожността“ трудова етика, която, успоредно с духа на териториалната експанзия и с възникването на съвременната наука, обуславя уникалното капиталистическо развитие на западноевропейското общество, като го диференцира в това отношение от останалия свят.
Хората, които водят аскетичен начин на живот или се придържат към определени аскетични практики, се наричат „аскети“.